# Achytonix nigramacula
Achytonix nigramacula är en fjärilsart som beskrevs av Bethune-Baker. Achytonix nigramacula ingår i släktet Achytonix och familjen nattflyn. Inga underarter finns listade i Catalogue of Life.